# Pontfaverger-Moronvilliers
Pontfaverger-Moronvilliers település Franciaországban, Marne megyében. Lakosainak száma 1738 fő (2022. január 1.). Pontfaverger-Moronvilliers Aussonce, Beine-Nauroy, Bétheniville, Prosnes, Saint-Hilaire-le-Petit, Saint-Martin-l’Heureux és Selles községekkel határos.

## Népesség
A település népességének változása:
| Lakosok száma | 1718 | 1743 | 1767 | 1753 | 1751 | 1745 | 1739 | 1740 | 1738 |
|               | 2013 | 2015 | 2016 | 2017 | 2018 | 2019 | 2020 | 2021 | 2022 |